# Pergalumna jongkyui
Pergalumna jongkyui är en kvalsterart som beskrevs av Choi 1986. Pergalumna jongkyui ingår i släktet Pergalumna och familjen Galumnidae. Inga underarter finns listade i Catalogue of Life.